# Palang Sari
Palang Sari is een bestuurslaag in het regentschap Pasuruan van de provincie Oost-Java, Indonesië. Palang Sari telt 2693 inwoners (volkstelling 2010).